# Jerzy Twardokens
Jerzy Twardokens, né le 11 décembre 1931 à Poznań et mort le 26 juillet 2015, est un escrimeur polonais, pratiquant le sabre et le fleuret. Sa fille Eva Twardokens est skieuse.

## Palmarès

### Jeux olympiques
- 1952 à Helsinki
  - 5e au sabre par équipes
  - Participation aux individuels

### Championnats du monde
- Championnats du monde à Philadelphie
  -  Médaille de bronze en sabre individuel
  -  Médaille de bronze en sabre par équipes

### Championnats de Pologne
- au fleuret en 1951, 1952, 1953 et 1957:
  - 4  Champion de Pologne
- au sabre en 1955:
  -  Champion de Pologne

## Distinction et reconnaissance
- Décoré de la Médaille Kalos Kagathos en 2013